# Armia Krajowa Obywatelska

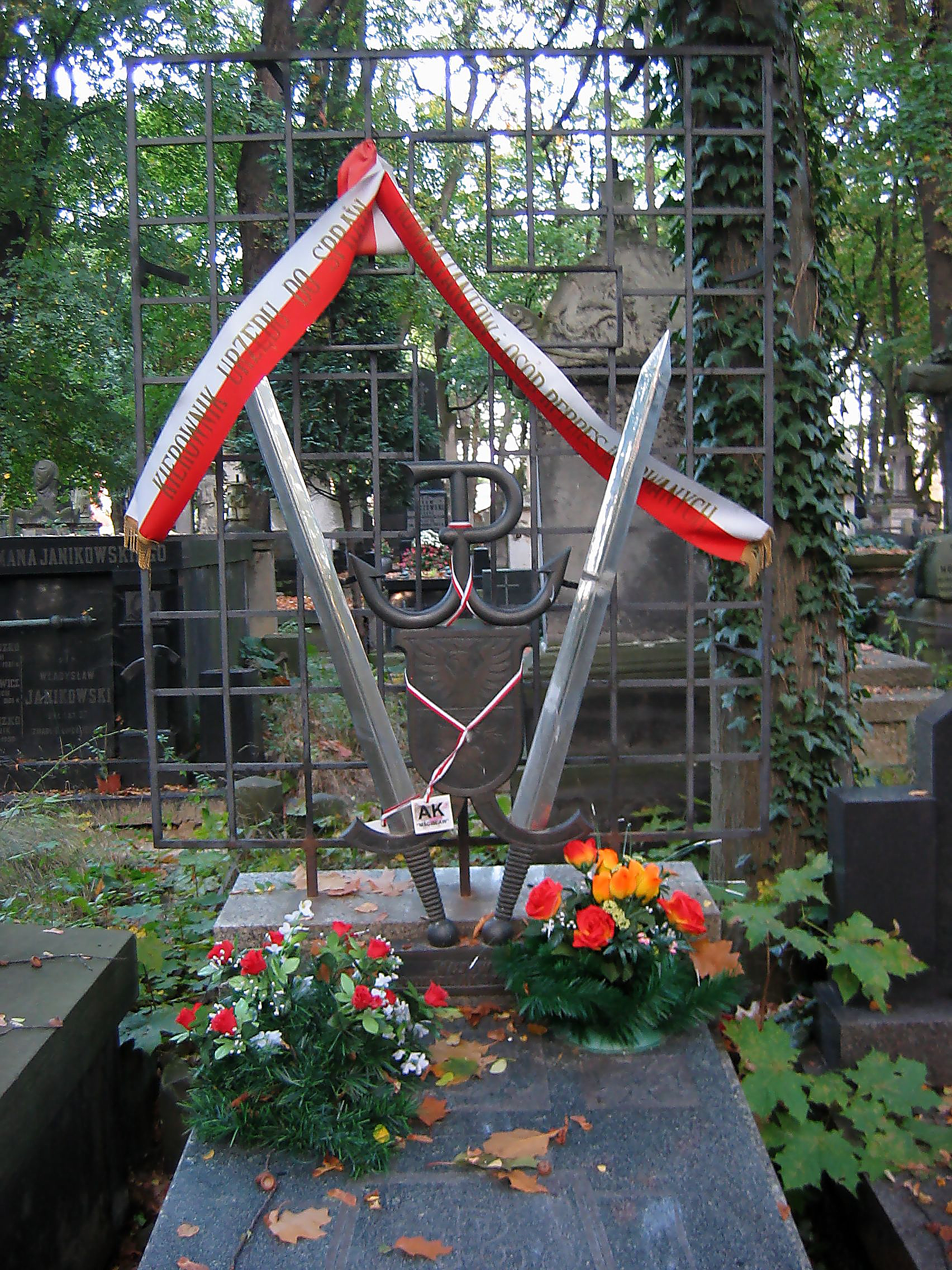
Grób Władysława Liniarskiego na Cmentarzu Powązkowkim w Warszawie

Armia Krajowa Obywatelska (lub Obywatelska Armia Krajowa) – lokalna formacja zbrojna polskiego podziemia antykomunistycznego działająca na terenie województwa białostockiego oraz znajdujących się po wschodniej stronie granicy dawnych polskich powiatów wołkowyskiego i grodzieńskiego. 

## Historia
Organizacja powstała w dniu 15 lutego 1945 z rozkazu płk Władysława Liniarskiego „Mścisława”, komendanta Okręgu Białystok AK, na bazie struktur rozwiązanej Armii Krajowej. Organizacja ta powstała w związku z niewykonaniem rozkazu wydanego przez gen. Leopolda Okulickiego „Niedźwiadka” z dnia 19 stycznia 1945 r., rozwiązującego Armię Krajową. Płk Władysław Liniarski „Mścisław” odmówił wykonania tego rozkazu.
W końcu lutego 1945 roku w skład AKO wszedł Obwód Ostrów Mazowiecka Armii Krajowej (500 żołnierzy). Wiosną 1945 roku AKO liczyła 27 tys. konspiratorów zorganizowanych w czternastu obwodach, tworzących sześć inspektoratów. AKO działała samodzielnie do końca maja 1945, gdy płk „Mścisław” podporządkował się Delegatowi Sił Zbrojnych na Kraj, płk. Janowi Rzepeckiemu. W związku z tym AKO weszła w skład Obszaru Centralnego Delegatury, którego szefem był płk Jan Mazurkiewicz „Radosław”. Okręg ten stał się najliczniejszym w ramach Obszaru Centralnego i zachował sporą autonomię (m.in. pozostałe stare nazewnictwo funkcji, nie posługiwano się nazwą „delegat”). Działalność AKO była skuteczna dzięki zdecydowanemu działaniu i nieustannemu nękaniu władzy komunistycznej. W lecie 1945 roku stan posiadania władz komunistycznych ograniczał się wyłącznie do Białegostoku i często atakowanych miast powiatowych (np. Ostrołęka, Grajewo).
Głównym celem działań AKO były akcje sabotażowo-dywersyjne, mające sparaliżować funkcjonowanie agend tzw. władzy ludowej. Bardzo duży nacisk kładziono na zorganizowanie akcji informacyjno-propagandowej (także poprzez wydawanie prasy). W związku z prowadzeniem działań po dwóch stronach nowej granicy prowadzono też pomoc przy ewakuacji na zachód struktur Okręgów Wileńskiego i Nowogródzkiego AK.